# فوربز
فوربز (به انگلیسی: Forbes) شرکت رسانه‌ای و مجله آمریکایی است که بی. سی. فوربز آن را در ۱۹۱۷ بنیان نهاد. امروزه فوربز هر دو هفته یک بار منتشر می‌شود و یکی از مشهورترین مجله‌های اقتصادی آمریکا و جهان به‌شمار می‌رود. مهم‌ترین رقبای فوربز، فورچون و بلومبرگ بیزنس‌ویک هستند. هم‌اکنون خانواده فوربز، آن را در اختیار دارد.

## تاریخچه
فوربز را یک مهاجر اسکاتلندی به نام برتی چارلز فوربز در ۱۹۱۷ میلادی بنا نهاد. او مقاله‌نویسی برجسته در مسائل اقتصادی بود و برای هرست قلم می‌زد. پس از مرگ در ۱۹۵۴، پسرش بروس جانشین وی شد. بروس در ۱۹۶۴ درگذشت و برادرش مالکوم استیونسن سردبیر و ناشر شد. (۱۹۹۰–۱۹۱۷ میلادی) بعد از مرگ مالکوم، پسر بزرگ او مدیر فوربز و ویراستار مجلهٔ فوربز شد. هم‌اکنون استیو فوربز ویراستار این مجله است.

## سایر انتشارات[۴]
- فوربز آفریقا
- فوربز آفریقا لوزوفونا
- فوربز آفریقا
- فوربز آرژانتین
- فوربز اتریش
- فوربز برزیل
- فوربز بلغارستان
- فوربز کلمبیا
- فوربز شیلی
- فوربز چین
- فوربز چک
- فوربز فرانسه
- فوربز جورجیا
- فوربز یونان
- فوربز مجارستان
- فوربز هند
- فوربز اندونزی
- فوربز اسرائیل
- فوربز ایتالیا
- فوربز ژاپن
- فوربز قزاقستان
- فوربز مکزیک
- فوربز خاورمیانه
- فوربز موناکو
- فوربز نیویورک
- فوربز پرو
- فوربز لهستان
- فوربز پرتغال
- فوربز رومانی
- فوربز روسیه
- فوربز زون
- فوربز اسلواکی
- فوربز اسپانیا
- فوربز تایلند
- فوربز اوکراین
- فوربز ویتنام

## فروش دفتر مرکزی
در ژانویه ۲۰۱۰، فوربس به توافق رسید تا ساختمان دفتر مرکزی خود را در خیابان پنجم در منهتن به دانشگاه نیویورک بفروشد. شرایط این معامله به‌طور علنی اعلام نشده بود، اما فوربس با یک قرارداد اجاره ۵ ساله فروش و اجاره به کار خود ادامه می‌داد. دفتر مرکزی شرکت در سال ۲۰۱۴ به بخش نیوپورت در مرکز شهر جرسی سیتی، نیوجرسی نقل مکان کرد.

## فهرست‌های منتشره
شرکت فوربز هر سال اقدام به نشر چندین لیست مختلف می‌کند که مهم‌ترین آن‌ها عبارت‌اند از:
- میلیاردرهای جهان
- ۳۰ شخص زیر ۳۰ سال فوربز
- فوربز ۴۰۰
- فوربز ۵۰۰
- فهرست مجله فوربز از قدرتمندترین افراد جهان
- فهرست قدرت‌مندترین زنان جهان نشریه فوربز
- فوربز جهانی ۲۰۰۰: این فهرست شامل نام ۲۰۰۰ شرکت بزرگ جهان بر اساس میزان سرمایه، درآمد و دارایی است. این لیست رقیب فهرست فورچون ۵۰۰ است، که شرکت‌ها را تنها بر اساس درآمد طبقه‌بندی می‌کند.[۷]